# Where Young Grass Grows
Where Young Grass Grows è il quarto album del gruppo folk tuvano Huun-Huur-Tu. 

## Tracce
1. "Ezir-Kara"
2. "Anatoli on Horseback, singing"
3. "Deke-Jo"
4. "Xöömeyimny Kagbas-la Men (I Will Not Abandon My Xöömei)"
5. "Avam Churtu Dugayimny (Dugai, The Land of My Mother)"
6. "Dyngyldai"
7. "Highland Tune"
8. "Hayang (name of a hunter)"
9. "Barlyk River"
10. "Tarlaashkyn"
11. "Interlude: Sayan playing xomuz with water in his mouth"
12. "Sarala"
13. "Sagly Khadyn Turu-la Boor (It's Probably Windy on Sagly Steppe)"
14. "Ezertep-le Bereyin Be (Do You Want Me to Saddle You?)"
15. "Live recording: Anatoli and Kaigal-ool riding horses in Eleges while singing"

## Formazione
- Kaigal-ool Khovalyg - voce (xöömej, sygyt, kargyraa), igil
- Anatoli Kuular - voce(borbangnadyr), byzaanchi, khomuz
- Sayan Bapa - voce (kargyraa, xöömej), doshpuluur, igil, chitarra, khomuz, sintetizzatore
- Alexei Saryglar - voce (sygyt), igil, dunggur, tuyug, xapchyk.
- Mary MacMaster - arpa
- Martyn Bennett - scottish smallpipes
- Guy Nicholson - tabla
- Garry Finleson - banjax
- Dymitro Moracet - sintetizzatore